# Atheta atopotheca
Atheta atopotheca – gatunek chrząszcza z rodziny kusakowatych i podrodziny rydzenic.
Gatunek ten opisał po raz pierwszy w 1995 roku Roberto Pace na łamach „Revue suisse de Zoologie”. Jako lokalizację typową wskazano okolice Limuru w kenijskim hrabstwie Kiambu.
Chrząszcz o błyszczącym, wydłużonym w zarysie ciele długości 3,2 mm. Głowa jest brązowa, wyraźnie siateczkowana i wyraźnie punktowana. Czułki mają rudożółte człony pierwszy i drugi oraz brązowe człony pozostałe. Ostatni, jedenasty człon czułków jest silnie wydłużony. Rudobrązowe przedplecze ma na powierzchni słabo widoczne ziarenkowanie i zatarte siateczkowanie. Również rudobrązowe pokrywy są wyraźnie siateczkowane i wyraźnie ziarenkowane. Barwa odnóży jest rudożółta. Odwłok jest rudobrązowy z brązowymi wolnymi urotergitami segmentów trzeciego, czwartego i piątego. Powierzchnia odwłoka jest wyraźnie siateczkowana. Genitalia samicy mają spermatekę o wyjątkowo jak na przedstawiciela podrodzaju wydłużonej części dystalnej.
Owad afrotropikalny, znany wyłącznie z Kenii. Spotkany na rzędnych od 2300 m n.p.m.